# Ilha de Itacuruçá
Ilha de Itacuruçá är en ö i Brasilien.   Den ligger i delstaten Rio de Janeiro, i den sydöstra delen av landet, 900 km sydost om huvudstaden Brasília. Arean är 10,3 kvadratkilometer.
Terrängen på Ilha de Itacuruçá är lite kuperad. Öns högsta punkt är 316 meter över havet. Den sträcker sig 4,0 kilometer i nord-sydlig riktning, och 4,6 kilometer i öst-västlig riktning.